# علي المقداد
علي المقداد، نائب حالي في البرلمان اللبناني، من مواليد بلدة مقنة في بعلبك عام 1961، متزوج وله ثلاثة أولاد.

## دراسته وعمله
درس الطب العام في كرواتيا عام 1985 ثم تخصص بالأمراض الداخلية في مستشفى المقاصد وفي أمراض الجهاز العصبي في الجامعة الأميركية ومارس عمله كطبيب في لبنان.

## في السياسة
انتخب نائبا عن المقعد الشيعي في دائرة بعلبك ـ الهرمل في دورة العام 2005 وأعيد انتخابه في العام 2009 ميلادي.